# George McCall Theal
George McCall Theal (11 avril 1837 à Saint-Jean, Nouveau-Brunswick - 17 avril 1919, Wynberg, Afrique du Sud) était un journaliste, un généalogiste et un historien d'origine britannique. 
Influencé par le darwinisme social, Theal exaltait le colonialisme comme le triomphe du progrès « sur les races moins avancées ». Il est l'un des premiers historiens à avoir examiné l'Afrique du Sud comme une nation et non comme un ensemble hétérogène de colonies distinctes.

## Biographie
Theal est né au Canada mais très vite il commence à parcourir le monde. Il vit quelque temps aux États-Unis puis en Sierra Leone avant d'émigrer en Afrique du Sud dans la colonie du Cap. 
Autodidacte, il effectue divers métiers comme enseignant, journaliste, éditeur et enfin prospecteur de diamants. 
Il passe 5 ans de sa vie dans des missions théologiques de la frontière orientale de la colonie du Cap puis enseigne à Knysna et à King William's Town. Il dirige également 3 revues de la cafrerie britannique de 1862 à 1865. 
En 1871, il publie South Africa As It Is. 
Sa carrière d'historien commence en 1873 quand il publie une thèse d'histoire et de géographie de l'Afrique du Sud après avoir été formé à la mission de Lovedale, en histoire, en géographie, en grammaire anglaise et enseignement religieux. 
En 1877, il rejoint l'administration coloniale du Cap en tant qu'attaché au service indigène puis responsable des archives de la colonie. 
En 1891, il devient historien officiel de la colonie du Cap. 
En 1895, Cecil Rhodes, le premier ministre du Cap, l'envoie en Europe étudier l'organisation des archives portugaises à Lisbonne, les archives néerlandaises à La Haye et les archives britanniques à Londres. 
Il rédige également une monumentale histoire encyclopédique de l'Afrique du Sud.
Durant la seconde guerre des Boers, il prend parti pour ces derniers et publie une histoire de l'Afrique du Sud favorisant le mouvement identitaire afrikaner en centrant son récit sur le Grand Trek et sur le serment d'allégeance à Dieu.
Theal décède en 1919 alors qu'il effectuait les dernières corrections sur les deux derniers volumes de son encyclopédie historique. Sa passion pour la recherche l'a amené à retrouver et sauver de nombreux documents de haute valeur concernant l'histoire des habitants de l'Afrique du Sud.

## Publications
- South Africa As It Is (pamphlet, 1871 King William's Town)
- Compendium of South African History and Geography (2 volumes, 1873, Lovedale)
- Kaffir Folk-Lore (1882, Londres)
- Chronicles of Cape Commanders (1882, Cape Town)
- Basutoland Records (3 volumes. 1883 Cape Town)
- Boers and Bantu (1886)
- A Fragment of Basuto History (1886)
- The Republic of Natal (1886)
- History of the Boers in South Africa (1887)
- History of South Africa (5 volumes. 1889-1900)
- Geslacht-register der Oude Kaapsche Familien avec C.C. de Villiers (3 volumes. 1893-94)
- The Portuguese in South Africa (1896)
- Belangrijke Historische Documenten (3 vols. 1896-1911, Cape Town)
- Large number of documentary publications (1897-1905, Londres)
- Records of the Cape Colony (36 vols.)
- Records of South-Eastern Africa (9 vols. 1898-1903)
- History and Ethnography of Africa south of the Zambesi (1907-10)
- The Yellow- and Dark-skinned People of Africa south of the Zambesi (1910)
- Willem Adriaan van der Stel and other Historical Sketches (1912)
- Documents relating to the Kaffir War of 1835 (1912)
- Catalogue de livres et d'articles relatif à l'Afrique au sud du fleuve Zambèze, Collection de George McCall Theal (1912)
- South Africa - Story of the Nations Series (1917, first edition in 1894)
- Ethnography and Condition of South Africa before AD 1505 (1er des 11 volumes, 1919)
- History of South Africa from 1873 to 1884: Twelve eventful Years (volumes 10 & 11, 1919)